# Luigi Lavecchia
Luigi Lavecchia (Torino, 25 agosto 1981) è un allenatore di calcio ed ex calciatore italiano, di ruolo centrocampista, talent scout e allenatore del settore giovanile del Cagliari.

## Carriera

### Giocatore

#### Club
Cresciuto nelle giovanili della Juventus, venne ceduto in prestito nel 2000 al Crotone, ma la sua carriera ebbe veramente inizio solo nella stagione 2000-2001 in Serie C1 nel Brescello. L'anno dopo militò nella stessa serie con la Torres.
Nel 2002-2003 fu ceduto all'Ascoli, squadra neopromossa in Serie B con la quale giocò 27 partite. L'anno seguente fu dato in comproprietà dalla Juventus al Messina, in Serie B. Con la squadra siciliana, Lavecchia giocò 39 partite, segnando 3 gol e contribuendo alla promozione in Serie A. L'anno seguente fu dato, pur rimanendo in comproprietà fra Juventus e Messina, in prestito prima all'Arezzo, con cui collezionò 26 presenze in serie B, e l'anno dopo al Le Mans nella Ligue 1 francese, collezionando una sola presenza.
Nel 2006 venne completamente acquistato dal Messina: fece il suo esordio in Serie A nella partita vinta dal Messina al San Filippo contro l'Udinese per 1-0. Il 19 luglio 2007 è stato acquistato dal Bologna. Nella stagione 2007-2008 ha raggiunto la promozione in Serie A con la squadra rossoblù.
Dopo tre anni in Emilia-Romagna, rimane svincolato alla fine della stagione 2009-2010.
Il 16 febbraio 2011 firma un contratto fino a fine stagione con il Târgu Mureș, squadra rumena della Liga I. Il 9 settembre dello stesso anno rescinde il contratto per poi tornare alla Torres in Eccellenza.
Il 2 febbraio 2013 firma per un'altra squadra sarda, il Fertilia, militante in Eccellenza sarda.

#### Nazionale
Con la maglia azzurra, nel periodo del settore giovanile juventino, ha militato in tutte le formazioni giovanili: disputò infatti una partita nel 1997 nell'Under-16 di Paolo Berrettini mentre nel biennio successivo venne confermato nell'Under-18, venendo però convocato anche nell'Under-20 di Francesco Rocca nel 2000. Con essa disputò 8 gare andando a segno una volta. Tra il 2002 e il 2003 disputò tre gare con la Nazionale Under-21.

### Allenatore
Dopo un'esperienza con il Fertilia nel 2015, consegue il patentino da allenatore UEFA A e nel 2017 diventa vice-allenatore della Primavera del Cagliari di Max Canzi. Successivamente allena le formazioni U16 e U14 dei rossoblù prima di essere richiamato il 3 marzo 2020 in Primavera, questa volta da primo allenatore, in sostituzione dello stesso Canzi promosso come vice di Walter Zenga in prima squadra.
Nel 2024 è commentatore tecnico nelle telecronache di alcune gare della Copa America su Sportitalia.

## Statistiche

### Presenze e reti nei club
Statistiche aggiornate al 18 marzo 2006.
| Stagione        | Squadra         | Campionato      | Campionato | Campionato | Coppe nazionali | Coppe nazionali | Coppe nazionali | Coppe continentali | Coppe continentali | Coppe continentali | Altre coppe | Altre coppe | Altre coppe | Totale | Totale |
| Stagione        | Squadra         | Comp            | Pres       | Reti       | Comp            | Pres            | Reti            | Comp               | Pres               | Reti               | Comp        | Pres        | Reti        | Pres   | Reti   |
| --------------- | --------------- | --------------- | ---------- | ---------- | --------------- | --------------- | --------------- | ------------------ | ------------------ | ------------------ | ----------- | ----------- | ----------- | ------ | ------ |
| set.-dic. 1999  | Juventus        | A               | 0          | 0          | CI              | 0               | 0               | Int+CU             | 0                  | 0                  | -           | -           | -           | 0      | 0      |
| gen.-giu. 2000  | Crotone         | C1              | 0          | 0          | CI-C            | 0               | 0               | -                  | -                  | -                  | -           | -           | -           | 0      | 0      |
| ago. 2000       | Crotone         | B               | 0          | 0          | CI              | 2               | 0               | -                  | -                  | -                  | -           | -           | -           | 2      | 0      |
| Totale Crotone  | Totale Crotone  | Totale Crotone  | 0          | 0          |                 | 2               | 0               |                    | -                  | -                  |             | -           | -           | 2      | 0      |
| set. 2000-2001  | Brescello       | C1              | 13         | 0          | CI+CI-C         | 0+?             | ?               | -                  | -                  | -                  | -           | -           | -           | 13+    | 0+     |
| 2001-2002       | Torres          | C1              | 32         | 3          | CI-C            | ?               | ?               | -                  | -                  | -                  | -           | -           | -           | 32+    | 3+     |
| 2002-2003       | Ascoli          | B               | 27         | 0          | CI              | 3               | 0               | -                  | -                  | -                  | -           | -           | -           | 30     | 0      |
| 2003-2004       | Messina         | B               | 39         | 2          | CI              | 0               | 0               | -                  | -                  | -                  | -           | -           | -           | 39     | 2      |
| 2004-2005       | Arezzo          | B               | 26         | 0          | CI              | 1               | 0               | -                  | -                  | -                  | -           | -           | -           | 27     | 0      |
| 2005-2006       | Le Mans         | L1              | 1          | 0          | CF+CdL          | 1+0             | 0               | -                  | -                  | -                  | -           | -           | -           | 2      | 0      |
| 2006-2007       | Messina         | A               | 31         | 0          | CI              | 2               | 0               | -                  | -                  | -                  | -           | -           | -           | 33     | 0      |
| Totale Messina  | Totale Messina  | Totale Messina  | 70         | 2          |                 | 2               | 0               |                    | -                  | -                  |             | -           | -           | 72     | 2      |
| 2007-2008       | Bologna         | B               | 25         | 0          | CI              | 1               | 0               | -                  | -                  | -                  | -           | -           | -           | 26     | 0      |
| 2008-2009       | Bologna         | A               | 3          | 0          | CI              | 2               | 0               | -                  | -                  | -                  | -           | -           | -           | 5      | 0      |
| 2009-2010       | Bologna         | A               | 0          | 0          | CI              | 0               | 0               | -                  | -                  | -                  | -           | -           | -           | 0      | 0      |
| Totale Bologna  | Totale Bologna  | Totale Bologna  | 28         | 0          |                 | 3               | 0               |                    | -                  | -                  |             | -           | -           | 31     | 0      |
| feb.-giu. 2011  | Târgu Mureș     | Liga I          | 1          | 0          | CR              | 0               | 0               | -                  | -                  | -                  | -           | -           | -           | 1      | 0      |
| 2011-2012       | Torres          | Ecc.            | ?          | ?          | CI-Dil          | ?               | ?               | -                  | -                  | -                  | -           | -           | -           | ?      | ?      |
| 2012-feb. 2013  | Torres          | D               | ?          | ?          | CI-D            | ?               | ?               | -                  | -                  | -                  | -           | -           | -           | ?      | ?      |
| Totale Torres   | Totale Torres   | Totale Torres   | 32+        | 3+         |                 | 0+              | 0+              |                    | -                  | -                  |             | -           | -           | 32+    | 3+     |
| feb.-giu. 2013  | Fertilia        | Ecc.            | ?          | ?          | CI-Dil          | ?               | ?               | -                  | -                  | -                  | -           | -           | -           | ?      | ?      |
| 2014-2015       | Fertilia        | Ecc.            | ?          | ?          | CI-Dil          | ?               | ?               | -                  | -                  | -                  | -           | -           | -           | ?      | ?      |
| Totale Fertilia | Totale Fertilia | Totale Fertilia | 0+         | 0+         |                 | 0+              | 0+              |                    | -                  | -                  |             | -           | -           | 0+     | 0+     |
| Totale carriera | Totale carriera | Totale carriera | 198+       | 5+         |                 | 12+             | 0+              |                    | 0                  | 0                  |             | -           | -           | 210+   | 5+     |

## Palmarès

### Giocatore

#### Club

##### Competizioni regionali
- Eccellenza: 1

Torres: 2011-2012

##### Competizioni nazionali
- Campionato italiano Serie D: 1

Torres: 2012-2013 (girone G)

#### Nazionale
- Torneo Quattro Nazioni: 1

2001-2002